# Barbacenia culta
Barbacenia culta är en enhjärtbladig växtart som beskrevs av Lyman Bradford Smith och Edward Solomon Ayensu. Barbacenia culta ingår i släktet Barbacenia och familjen Velloziaceae. Inga underarter finns listade.